# Centro del Magdalena
Subregión Centro es una de las 5 subregiones del departamento colombiano del Magdalena. También conocida como Subregión Chimila. Se ubica en el centro-sur del departamento y está integrada por los siguientes 6 municipios:
- Ariguaní
- Chibolo
- Nueva Granada
- Plato
- Sabanas de San Ángel
- Tenerife

Plato es sede de la gobernación subregional, es además la ciudad o municipio más poblado de toda la región central del magdalena, es el municipio más grande en términos de kilómetros cuadrados y su área urbana es la más grande, también es el centro económico, comercial, agrícola, pesquero y ganadero más grande de la subregion. Es también uno de los municipio más importantes en términos electorales debido a su importancia poblacional, tiene el complejo cenagozo más grande de la región del centro de magdalena y el tercero más grande de Colombia. 

## Límites
| Noroeste: Departamento de Bolívar Río Magdalanense | Norte: Río Magdalenense | Nordeste: Río Magdalenense Norte Magdalenense |
| Oeste: Departamento de Bolívar                     |                         | Este: Departamento del Cesar                  |
| Suroeste: Sur Magdalenense                         | Sur: Sur Magdalenense   | Sureste: Sur Magdalenense                     |